# Лоран, Анри (фехтовальщик)
Анри Лоран (фр. Henri Laurent) — французский профессиональный фехтовальщик, бронзовый призёр летних Олимпийских игр 1900.
На Играх 1900 в Париже Лоран соревновался в двух состязаниях на шпаге — для маэстро и в открытом классе. В первом турнире он занял третье место, выиграв бронзовую медаль. В соревновании для любителей и маэстро он разделил пятое место с тремя фехтовальщиками.